# Bauart (Bauwesen)
Bauart bezeichnet in Deutschland nach § 2 Abs. 11 der Musterbauordnung (MBO) das „Zusammenfügen von Bauprodukten zu baulichen Anlagen oder Teilen von baulichen Anlagen.“
Laut DIBt umfasst der Begriff auch die „Planung, Bemessung und Ausführung einer baulichen Anlage.“
Abzugrenzen von der Bauart ist der Bausatz, der von der EU-Bauprodukteverordnung (EU-BauPVO oder BauproduktenVO) Art. 2 Ziff. 2. als ein Bauprodukt definiert wird, „das von einem einzigen Hersteller als Satz von mindestens zwei getrennten Komponenten, die zusammengefügt werden müssen, um ins Bauwerk eingefügt zu werden, in Verkehr gebracht wird.“

## Deutsche versus europäische Richtlinien
Nach dem Urteil C 103/13 des EuGH vom 16. Oktober 2014 dürfen ab dem 16. Oktober 2016 keine nationalen technischen Ergänzungsregelungen zu den europäischen gekennzeichneten Produkten mehr erlassen werden.
Die Bauregelliste B, Teil 2 konnte daraufhin nicht länger angewandt werden und 2019 wurden schließlich alle drei Bauregellisten außer Kraft gesetzt.
Da die Einschränkung der nationalen Ergänzungsregeln nur auf Bauprodukte nach EU-Bauproduktenverordnung, aber nicht auf Bauarten zutrifft, wurden die bisher geltenden technischen Regelungen nach Bauregelliste B Teil 2 teilweise auf letztere übertragen und in der Musterverwaltungsvorschrift Technische Baubestimmungen (MVV TB) Abschnitt A festgehalten.
Spezielle Produkte werden in Teil B geregelt und Produkte, für die noch keine CE-Normen existieren, in Teil C. Teil D führt Produkte auf, für die keine besonderen Anforderungen bestehen.
Da die europäische CE-Kennzeichnungen zwar die Einhaltung von Grundanforderungen nach Standfestigkeit und Brandschutz nach Anhang 1 der Bauproduktenverordnung bestätigt, aber in der Regel keine weiteren Anforderungen wie etwa zur Dauerhaftigkeit stellt, wird sie in Deutschland teilweise als nicht ausreichend zur Beurteilung der Gebrauchstauglichkeit von Bauprodukten und -arten angesehen.
Die MBO in der Fassung von 2012 in §3 Abs. 5 erlaubte, dass sowohl Bauprodukte als auch Bauarten, „die in Vorschriften anderer Vertragsstaaten des Abkommens vom 2. Mai 1992 über den europäischen Wirtschaftsraum genannten technischen Anforderungen entsprechen“, verwendet werden dürfen, „wenn das geforderte Schutzniveau in Bezug auf Sicherheit, Gesundheit und Gebrauchstauglichkeit gleichermaßen dauerhaft erreicht wird.“
Die MBO in der Fassung von 2022 hingegen gestattet in $16b Abs. 2 Abweichungen von den deutschen Richtlinien nur noch für Bauprodukte, „die den Anforderungen in Vorschriften anderer Vertragsstaaten des Europäischen Wirtschaftsraums entsprechen [...]“ sowie in $16c für solche, „mit CE-Kennzeichnung nach der Bauproduktenverordnung [...], wenn die erklärten Leistungen den geltenden gesetzlichen Anforderungen der Landesbauordnungen oder der aufgrund der Landesbauordnung erlassenen Gesetze für diese Verwendung entsprechen.“

## Anforderungen der deutschen Bauordnungen
Nach §16a MBO dürfen Bauarten nur eingesetzt werden, wenn „bei ihrer Verwendung die baulichen Anlagen bei ordnungsgemäßer Instandhaltung während einer dem Zweck entsprechenden angemessenen Zeitdauer die Anforderungen dieses Gesetzes oder aufgrund dieses Gesetzes erfüllen und für ihren Anwendungszweck tauglich sind.“
In bestimmten Fällen sind hierüber Nachweise zu führen. Nach §53 bzw. $55 MBO haben sowohl Bauherr als auch Bauunternehmer diese Nachweise und Unterlagen bereitzuhalten.
Nach den Landesbauordnungen bzw. §16a MBO „Bauarten“ ist davon auszugehen, dass die Tauglichkeits- und Sicherheitsanforderungen erfüllt sind, wenn:

- die einschlägigen Technischen Baubestimmungen nach §85 a Absatz 2 Nr. 2 oder Nr. 3 Buchstabe a) MBO eingehalten werden oder alternativ
- die allgemein anerkannten Regeln der Technik eingehalten werden.

Bauarten, die von den technischen Baubestimmungen „wesentlich abweichen“ oder für die es kein allgemein anerkannten Regeln der Technik gibt, wurden in der Fassung der MBO von 2012 als nicht geregelte Bauarten bezeichnet. Sie dürfen aktuell „bei der Errichtung, Änderung und Instandhaltung baulicher Anlagen nur angewendet werden, wenn für sie

1. eine allgemeine Bauartgenehmigung durch das Deutsche Institut für Bautechnik oder

2. eine vorhabenbezogene Bauartgenehmigung durch die oberste Bauaufsichtsbehörde erteilt worden ist. §18 Absätze 2 bis 7 MBO gelten entsprechend.“
Bis zur Änderung der MBO 2022 wurde stattdessen entweder eine allgemeine bauaufsichtliche Zulassung oder eine Zustimmung im Einzelfall verlangt.
Anstelle einer allgemeinen Bauartgenehmigung erlaubt die MBO 2022 ein allgemeines bauaufsichtliches Prüfzeugnis für Bauarten, „wenn die Bauart nach allgemein anerkannten Prüfverfahren beurteilt werden kann. In der Verwaltungsvorschrift nach § 85a werden diese Bauarten mit der Angabe der maßgebenden technischen Regeln bekannt gemacht. § 19 Abs. 2 gilt entsprechend.“
Wenn keine Umwelt-, Unfall- und sonstigen Gesundheitsgefahren zu erwarten sind, kann nach §16a Abs. 4 MBO die oberste Bauaufsichtsbehörde im Einzelfall oder für genau begrenzte Fälle allgemein festlegen, dass eine Bauartgenehmigung nicht erforderlich ist.

Nach Absatz 5 gilt: „Bauarten bedürfen einer Bestätigung ihrer Übereinstimmung mit den Technischen Baubestimmungen nach § 85a Abs. 2, den allgemeinen Bauartgenehmigungen, den allgemeinen bauaufsichtlichen Prüfzeugnissen für Bauarten oder den vorhabenbezogenen Bauartgenehmigungen; als Übereinstimmung gilt auch eine Abweichung, die nicht wesentlich ist. § 21 Abs. 2 gilt für den Anwender der Bauart entsprechend.“

Absatz 6 verlangt in bestimmten Fällen einen Sachkunde-Nachweis: „Bei Bauarten, deren Anwendung in außergewöhnlichem Maß von der Sachkunde und Erfahrung der damit betrauten Personen oder von einer Ausstattung mit besonderen Vorrichtungen abhängt, kann in der Bauartgenehmigung oder durch Rechtsverordnung der obersten Bauaufsichtsbehörde vorgeschrieben werden, dass der Anwender über solche Fachkräfte und Vorrichtungen verfügt und den Nachweis hierüber gegenüber einer Prüfstelle nach § 24 Satz 1 Nr. 6 zu erbringen hat. In der Rechtsverordnung können Mindestanforderungen an die Ausbildung, die durch Prüfung nachzuweisende Befähigung und die Ausbildungsstätten einschließlich der Anerkennungsvoraussetzungen gestellt werden.“

Nach Absatz 7 kann für Bauarten, „die einer außergewöhnlichen Sorgfalt bei Ausführung oder Instandhaltung bedürfen“, in der Bauartgenehmigung oder durch Rechtsverordnung der obersten Bauaufsichtsbehörde eine Überwachung durch eine Überwachungsstelle nach § 24 Satz 1 Nr. 5 MBO vorgeschrieben werden.
Nach der MBO in der Fassung von 2012 sollten die Festlegungen des §22 „Übereinstimmungsnachweis“ neben den Bauprodukten entsprechend auch für Bauarten gelten.
In der Fassung der MBO von 2022 gelten die §21 „Übereinstimmungsbestätigung“, §22 „Übereinstimmungserklärung des Herstellers“ und §23 „Zertifizierung“ nunmehr nur noch für Bauprodukte.